# Comuna de Przechlewo
Przechlewo (polaco: Gmina Przechlewo) é uma gminy (comuna) na Polónia, na voivodia de Pomerânia e no condado de Człuchowski. A sede do condado é a cidade de Przechlewo.
De acordo com os censos de 2004, a comuna tem 6187 habitantes, com uma densidade 25,4 hab/km².

## Área
Estende-se por uma área de 243,88 km², incluindo:
- área agricola: 35%
- área florestal: 52%

## Demografia
Dados de 30 de Junho 2004:
|                      | Total   | Total | Mulheres | Mulheres | Homens  | Homens |
| -------------------- | ------- | ----- | -------- | -------- | ------- | ------ |
|                      | pessoas | %     | pessoas  | %        | pessoas | %      |
| População            | 6187    | 100   | 3094     | 50       | 3093    | 50     |
| Densidade (pop./km²) | 25,4    | 100   | 12,7     | 12,7     | 12,7    | 12,7   |

De acordo com dados de 2002, o rendimento médio per capita ascendia a 1517,44 zł.

## Comunas vizinhas
- Człuchów, Koczała, Konarzyny, Lipnica, Rzeczenica